# Ao, der letzte Neandertaler
Ao, der letzte Neandertaler (Originaltitel Ao, le dernier Néandertal) ist ein französischer Spielfilm des Regisseurs Jacques Malaterre aus dem Jahr 2010. Es ist die Verfilmung des Romans Ao l’homme ancien des Schriftstellers Marc Klapczynski.

## Handlung
Der Neandertaler Ao lebt um 30.000 vor unserer Zeit mit seinem Clan in der Gegend des heutigen Sibiriens in einer Höhle. Als er eines Tages von der Jagd auf einen Eisbären zurückkehrt, findet er alle Clanmitglieder tot auf. Er wird von zwei Homo sapiens angegriffen, die offenbar die anderen Clanmitglieder getötet haben, kann die Angreifer aber in die Flucht schlagen.
Ao beschließt, in seine eigentliche Heimat im Süden zurückzukehren, wo sein Zwillingsbruder Oa lebt, von dem er in der Kindheit getrennt wurde. Auf seiner Wanderschaft wird er von einer Gruppe Homo sapiens gefangen genommen. In der Gefangenschaft beobachtet er, wie der Mann der ebenfalls gefangenen, schwangeren Homo-sapiens-Frau Aki von Häuptling Aguk getötet wird. Als Ao die Flucht gelingt, kann Aki ebenfalls entkommen. Sie folgt Ao heimlich in eine Höhle, wo sie ihre Tochter Wama gebärt.
Ao meint, in Wama seine von den Homo sapiens ermordete Tochter zu erkennen und nimmt die beiden mit auf seine Reise. Mit der Zeit freunden Ao und Aki sich an, und als Ao an einer Krankheit leidet, an der schon in seiner Kindheit große Teile seines damaligen Clans gestorben sind, kann Aki ihn mit Hilfe von Kräutern heilen. Kurz darauf werden die beiden erneut von Aguk und mehreren Kriegern angegriffen. Es gelingt ihnen jedoch, ihre Widersacher während einer Verfolgungsjagd durch eine Höhle endgültig zu beseitigen.
In Zentraleuropa treffen sie auf einen weiteren Homo-sapiens-Stamm sowie einen einsamen, älteren Neandertaler-Mann, augenscheinlich auch der letzte seines Volkes. Ao und der ältere Mann werden von dem Stamm fortgejagt. Aki, noch wütend auf Ao, da dieser sie unmittelbar zuvor, während sie sich nackt wusch, zum Geschlechtsverkehr zu nötigen versucht hatte, entschließt sich zunächst bei ihresgleichen zu bleiben. Sie bereut ihre Entscheidung aber schon bald und folgt Ao. Die beiden finden rasch wieder zueinander und Aki akzeptiert Ao endgültig als ihren neuen Gefährten.
Bei der Ankunft in der Heimat findet Ao nur noch den toten Oa vor. Er bleibt der letzte Neandertaler. Vier Jahre später ist er immer noch mit Aki zusammen, die ein Kind von ihm erwartet.

## Hintergrund
Ao, der letzte Neandertaler wurde in Frankreich unter anderem in  Murat-le-Quaire und in Lanuéjols, sowie in Bulgarien und der Ukraine gedreht. Der Film wurde erstmals am 1. April 2010 in Russland gezeigt. In Frankreich und dem französischsprachigen Teil der Schweiz wurde er am 29. September 2010 veröffentlicht, in Deutschland am 10. Februar 2011.

## Kritik
Das Lexikon des internationalen Films lobt die „eindrucksvollen Bilder“ des  „ebenso aufwändig wie stimmig inszenierte[n] Historien-Abenteuerfilm[s] mit Anklängen an Jean-Jacques Annauds ‚Am Anfang war das Feuer‘“, bemängelt aber, dass der „eingesprochene Kommentar und der Hang zum sentimentalen Happy End […] den guten Eindruck [trüben]“.